# کوواراچیا
کوواراچیا (انگلیسی: Covarachía) نام یک منطقه مسکونی در کلمبیا است.